# 11 août aux Jeux olympiques d'été de 2016
Le jeudi 11 août aux Jeux olympiques d'été de 2016 est le neuvième jour de compétition.

## Faits marquants
En gagnant le titre lors du tournoi masculin de rugby à sept, les Fidji remportent la première médaille olympique de leur histoire.

## Programme
| Heure UTC-3 (Rio de Janeiro)                  |               |
| bleu                                          | Cérémonie     |
| neutre                                        | Épreuve       |
| or                                            | Finale        |
| orange                                        | Petite finale |
| rose                                          | Reporté       |
| gris                                          | Annulé        |
| Compétition masculine                         | Hommes        |
| Compétition féminine                          | Femmes        |
| Compétition mixte (hommes et femmes mélangés) | Mixte         |
| Compétition en couple (1 homme et 1 femme)    | Couple        |
| modifier                                      |               |

| Horaire | Discipline Spécialité | Discipline Spécialité                              | Discipline Spécialité                         | Phase                              | Résultats | Références |
| ------- | --------------------- | -------------------------------------------------- | --------------------------------------------- | ---------------------------------- | --- | ---------- |
| 7 h 30  |                       | Golf Parcours masculin                             | Compétition hommes                            | Tour 1                             | - | -          |
| 8 h     |                       | Badminton Simple                                   | Compétition hommes                            | Tours préliminaires                | - | -          |
| 8 h     |                       | Badminton Simple                                   | Compétition femmes                            | Tours préliminaires                | - | -          |
| 8 h     |                       | Badminton Double                                   | Compétition hommes                            | Tours préliminaires                | - | -          |
| 8 h     |                       | Badminton Double                                   | Compétition femmes                            | Tours préliminaires                | - | -          |
| 8 h     |                       | Badminton Double mixte                             | Compétition mixte (hommes et femmes ensemble) | Tours préliminaires                | - | -          |
| 8 h 30  |                       | Aviron Deux sans barreur                           | Compétition hommes                            | Finale B                           | - | -          |
| 8 h 40  |                       | Aviron Deux de couple                              | Compétition femmes                            | Finale B                           | - | -          |
| 8 h 50  |                       | Aviron Deux de couple                              | Compétition hommes                            | Finale B                           | - | -          |
| 9 h     |                       | Aviron Quatre sans barreur poids légers            | Compétition hommes                            | Finale B                           | - | -          |
| 9 h     |                       | Escrime Épée par équipes                           | Compétition femmes                            | 8es de finale                      | - | -          |
| 9 h     |                       | Escrime Épée par équipes                           | Compétition femmes                            | Quarts de finale                   | - | -          |
| 9 h     |                       | Escrime Épée par équipes                           | Compétition femmes                            | Demi-finales                       | - | -          |
| 9 h     |                       | Tir Carabine à 50 m 3 positions                    | Compétition femmes                            | Qualifications                     | - | -          |
| 9 h     |                       | Tir à l'arc Individuel                             | Compétition femmes                            | 8e de finale                       | - | -          |
| 9 h 10  |                       | Aviron Skiff                                       | Compétition hommes                            | Demi-finales                       | - | -          |
| 9 h 30  |                       | Aviron Skiff                                       | Compétition femmes                            | Demi-finales                       | - | -          |
| 9 h 30  |                       | Handball Tournoi masculin                          | Compétition hommes                            | Tour préliminaire Poule A          | Tunisie 25-25 Qatar |            |
| 9 h 30  |                       | Volley-ball Tournoi masculin                       | Compétition hommes                            | Tour préliminaire Groupe B         | Iran 3-0 Cuba |            |
| 10 h    |                       | Aviron Deux sans barreur                           | Compétition hommes                            | Finale                             | Hamish Bond, Eric Murray · Lawrence Brittain, Shaun Keeling · Giovanni Abagnale, Marco Di Costanzo |            |
| 10 h    |                       | Beach-volley Tournoi masculin                      | Compétition hommes                            | Phase de poules                    | - | -          |
| 10 h    |                       | Beach-volley Tournoi féminin                       | Compétition femmes                            | Phase de poules                    | - | -          |
| 10 h    |                       | Judo Moins de 78 kg                                | Compétition femmes                            | Premiers tours et quarts de finale | - | -          |
| 10 h    |                       | Judo Moins de 100 kg                               | Compétition hommes                            | Premiers tours et quarts de finale | - | -          |
| 10 h    |                       | Tennis de table Simple                             | Compétition hommes                            | Demi-finales                       | - | -          |
| 10 h 20 |                       | Aviron Deux de couple                              | Compétition femmes                            | Finale                             | Magdalena Fularczyk-Kozłowska, Natalia Madaj · Katherine Grainger, Victoria Thornley · Milda Valčiukaitė, Donata Vištartaitė                                                                           |            |
| 10 h 40 |                       | Aviron Deux de couple                              | Compétition hommes                            | Finale                             | Martin Sinković, Valent Sinković · Mindaugas Griškonis, Saulius Ritter · Kjetil Borch, Olaf Tufte |            |
| 11 h    |                       | Aviron Quatre sans barreur poids légers            | Compétition hommes                            | Finale                             | Lucas Tramèr, Simon Schürch, Simon Niepmann, Mario Gyr · Jacob Barsøe, Jacob Larsen, Kasper Winther Jørgensen, Morten Jørgensen · Franck Solforosi, Thomas Baroukh, Guillaume Raineau, Thibault Colard |            |
| 11 h    |                       | Boxe Poids coq (−56 kg)                            | Compétition hommes                            | Phase préliminaire                 | - |            |
| 11 h    |                       | Boxe Poids super-légers (−64 kg)                   | Compétition hommes                            | Phase préliminaire                 | - |            |
| 11 h    |                       | Boxe Poids welters (−69 kg)                        | Compétition hommes                            | Phase préliminaire                 | - |            |
| 11 h    |                       | Boxe Poids mi-lourds (−81 kg)                      | Compétition hommes                            | Phase préliminaire                 | - |            |
| 11 h 30 |                       | Handball Tournoi masculin                          | Compétition hommes                            | Tour préliminaire Poule B          | Pologne 33-25 Égypte |            |
| 11 h 35 |                       | Volley-ball Tournoi masculin                       | Compétition hommes                            | Tour préliminaire Groupe B         | Russie 3-0 Égypte |            |
| 12 h    |                       | Tennis Simple                                      | Compétition hommes                            | 8ieme de Final                     | - | -          |
| 12 h    |                       | Tennis Simple                                      | Compétition femmes                            | Demi-finales                       | - | -          |
| 12 h    |                       | Tennis Double                                      | Compétition femmes                            | Demi-finales                       | - | -          |
| 12 h    |                       | Tennis Double mixte                                | Compétition mixte (hommes et femmes ensemble) | Quarts de finale                   | - | -          |
| 12 h    |                       | Tir Carabine à 50 m 3 positions                    | Compétition femmes                            | Finale                             | Barbara Engleder · Zhang Binbin · Du Li |            |
| 12 h 15 |                       | Basket-ball Tournoi féminin                        | Compétition femmes                            | Premier tour Groupe A              | Biélorussie 71-74 Turquie |            |
| 12 h 30 |                       | Canoë-kayak (slalom) K1                            | Compétition femmes                            | Demi-finale                        | - | -          |
| 12 h 30 |                       | Canoë-kayak (slalom) C2                            | Compétition hommes                            | Demi-finale                        | - | -          |
| 12 h 30 |                       | Canoë-kayak (slalom) K1                            | Compétition femmes                            | Finale                             | Maialen Chourraut · Luuka Jones · Jessica Fox |            |
| 12 h 30 |                       | Canoë-kayak (slalom) C2                            | Compétition hommes                            | Finale                             | Ladislav Škantár & Peter Škantár · David Florence & Richard Hounslow · Gauthier Klauss & Matthieu Péché                                                                                                |            |
| 12 h 30 |                       | Rugby à sept Tournoi masculin                      | Compétition hommes                            | Match pour la 11e place            | Brésil 0-24 Kenya |            |
| 13 h    |                       | Natation 50 m nage libre                           | Compétition hommes                            | Séries                             | - | -          |
| 13 h    |                       | Natation 100 m papillon                            | Compétition hommes                            | Séries                             | - | -          |
| 13 h    |                       | Natation 800 m nage libre                          | Compétition femmes                            | Séries                             | - | -          |
| 13 h    |                       | Natation 200 m dos                                 | Compétition femmes                            | Séries                             | - | -          |
| 13 h    |                       | Rugby à sept Tournoi masculin                      | Compétition hommes                            | Match pour la 9e place             | États-Unis 24-12 Espagne |            |
| 13 h    |                       | Voile Finn                                         | Compétition hommes                            | Manche 5                           | - | -          |
| 13 h    |                       | Voile 470                                          | Compétition hommes                            | Manche 3                           | - | -          |
| 13 h    |                       | Voile 470                                          | Compétition femmes                            | Manche 3                           | - | -          |
| 13 h    |                       | Voile RS : X                                       | Compétition hommes                            | Manche 7                           | - | -          |
| 13 h    |                       | Voile RS : X                                       | Compétition femmes                            | Manche 7                           | - | -          |
| 13 h    |                       | Voile Nacra 17                                     | Compétition en couple (1 homme et 1 femme)    | Manche 4                           | - | -          |
| 13 h 30 |                       | Rugby à sept Tournoi masculin                      | Compétition hommes                            | Demi-finale pour les places 5 à 8  | Nouvelle-Zélande 24-19 France |            |
| 14 h    |                       | Rugby à sept Tournoi masculin                      | Compétition hommes                            | Demi-finale pour les places 5 à 8  | Argentine 26-21 Australie |            |
| 14 h 15 |                       | Basket-ball Tournoi masculin                       | Compétition hommes                            | Premier tour Groupe B              | Brésil 76-80 Croatie |            |
| 14 h 30 |                       | Rugby à sept Tournoi masculin                      | Compétition hommes                            | Cup Demi-finale                    | Fidji 20-5 Japon |            |
| 14 h 30 |                       | Voile RS : X                                       | Compétition hommes                            | Manche 8                           | - | -          |
| 14 h 30 |                       | Voile RS : X                                       | Compétition femmes                            | Manche 8                           | - | -          |
| 14 h 30 |                       | Voile Nacra 17                                     | Compétition en couple (1 homme et 1 femme)    | Manche 5                           | - | -          |
| 14 h 40 |                       | Handball Tournoi masculin                          | Compétition hommes                            | Tour préliminaire Poule A          | Danemark 24-27 Croatie |            |
| 15 h    |                       | Équitation Dressage                                | Compétition mixte (hommes et femmes ensemble) | Grand Prix                         | - | -          |
| 15 h    |                       | Tir à l'arc Individuel                             | Compétition femmes                            | Quart de finale                    | - | -          |
| 15 h    |                       | Tir à l'arc Individuel                             | Compétition femmes                            | Demi-finale                        | - | -          |
| 15 h    |                       | Tir à l'arc Individuel                             | Compétition femmes                            | Petite finale                      | Ki Bo-bae 6-4 Alejandra Valencia |            |
| 15 h    |                       | Tir à l'arc Individuel                             | Compétition femmes                            | Finale                             | Lisa Unruh 2-6 Chang Hye-jin |            |
| 15 h    |                       | Rugby à sept Tournoi masculin                      | Compétition hommes                            | Cup Demi-finale                    | Grande-Bretagne 7-5 Afrique du Sud |            |
| 15 h    |                       | Volley-ball Tournoi masculin                       | Compétition hommes                            | Tour préliminaire Groupe B         | Pologne 3-0 Argentine |            |
| 15 h 30 |                       | Badminton Simple                                   | Compétition hommes                            | Tours préliminaires                | - | -          |
| 15 h 30 |                       | Badminton Simple                                   | Compétition femmes                            | Tours préliminaires                | - | -          |
| 15 h 30 |                       | Badminton Double                                   | Compétition hommes                            | Tours préliminaires                | - | -          |
| 15 h 30 |                       | Badminton Double                                   | Compétition femmes                            | Tours préliminaires                | - | -          |
| 15 h 30 |                       | Badminton Double mixte                             | Compétition mixte (hommes et femmes ensemble) | Tours préliminaires                | - | -          |
| 15 h 30 |                       | Basket-ball Tournoi féminin                        | Compétition femmes                            | Premier tour Groupe A              | France 74-64 Brésil |            |
| 15 h 30 |                       | Beach-volley Tournoi masculin                      | Compétition hommes                            | Phase de poules                    | - | -          |
| 15 h 30 |                       | Beach-volley Tournoi féminin                       | Compétition femmes                            | Phase de poules                    | - | -          |
| 15 h 30 |                       | Judo Moins de 78 kg                                | Compétition femmes                            | Repêchages et demi-finales         | - | -          |
| 15 h 30 |                       | Judo Moins de 100 kg                               | Compétition hommes                            | Repêchages et demi-finales         | - | -          |
| 15 h 30 |                       | Judo Moins de 78 kg                                | Compétition femmes                            | Finale                             | Kayla Harrison · Audrey Tcheuméo · Anamari Velenšek et Mayra Aguiar |            |
| 15 h 30 |                       | Judo Moins de 100 kg                               | Compétition hommes                            | Finale                             | Lukáš Krpálek · Elmar Gasimov · Cyrille Maret et Ryunosuke Haga |            |
| 15 h 30 |                       | Voile Finn                                         | Compétition hommes                            | Manche 6                           | - | -          |
| 15 h 30 |                       | Voile 470                                          | Compétition hommes                            | Manche 4                           | - | -          |
| 15 h 30 |                       | Voile 470                                          | Compétition femmes                            | Manche 4                           | - | -          |
| 16 h    |                       | Cyclisme sur piste Vitesse par équipes             | Compétition hommes                            | Séries                             | - | -          |
| 16 h    |                       | Gymnastique artistique Concours général individuel | Compétition femmes                            | Finale                             | Simone Biles · Aly Raisman · Aliya Mustafina |            |
| 16 h    |                       | Voile RS : X                                       | Compétition hommes                            | Manche 9                           | - | -          |
| 16 h    |                       | Voile RS : X                                       | Compétition femmes                            | Manche 9                           | - | -          |
| 16 h    |                       | Voile Nacra 17                                     | Compétition en couple (1 homme et 1 femme)    | Manche 6                           | - | -          |
| 16 h 20 |                       | Cyclisme sur piste Poursuite par équipes           | Compétition femmes                            | Séries                             | - | -          |
| 16 h 40 |                       | Handball Tournoi masculin                          | Compétition hommes                            | Tour préliminaire Poule B          | Brésil 33-30 Allemagne |            |
| 17 h    |                       | Boxe Poids coq (−56 kg)                            | Compétition hommes                            | Phase préliminaire                 | - |            |
| 17 h    |                       | Boxe Poids super-légers (−64 kg)                   | Compétition hommes                            | Phase préliminaire                 | - |            |
| 17 h    |                       | Boxe Poids welters (−69 kg)                        | Compétition hommes                            | Phase préliminaire                 | - |            |
| 17 h    |                       | Boxe Poids mi-lourds (−81 kg)                      | Compétition hommes                            | Phase préliminaire                 | - |            |
| 17 h    |                       | Escrime Épée par équipes                           | Compétition femmes                            | Petite finale                      | Estonie 31-37 Russie |            |
| 17 h    |                       | Escrime Épée par équipes                           | Compétition femmes                            | Finale                             | Chine 38-44 Roumanie |            |
| 17 h 5  |                       | Volley-ball Tournoi masculin                       | Compétition hommes                            | Tour préliminaire Groupe A         | Canada 0-3 France |            |
| 17 h 10 |                       | Cyclisme sur piste Vitesse par équipes             | Compétition hommes                            | Demi-finales                       | - | -          |
| 17 h 25 |                       | Cyclisme sur piste Poursuite par équipes           | Compétition hommes                            | Séries                             | - | -          |
| 17 h 30 |                       | Rugby à sept Tournoi masculin                      | Compétition hommes                            | Match pour la 7e place             | France 12-10 Australie |            |
| 17 h 45 |                       | Basket-ball Tournoi féminin                        | Compétition femmes                            | Premier tour Groupe A              | Japon 86-92 Australie |            |
| 18 h    |                       | Rugby à sept Tournoi masculin                      | Compétition hommes                            | Match pour la 5e place             | Nouvelle-Zélande 17-14 Argentine |            |
| 18 h 20 |                       | Cyclisme sur piste Vitesse par équipes             | Compétition hommes                            | Finale                             | Grande-Bretagne · Nouvelle-Zélande · France |            |
| 18 h 30 |                       | Rugby à sept Tournoi masculin                      | Compétition hommes                            | Petite finale                      | Japon 54-14 Afrique du Sud |            |
| 19 h    |                       | Basket-ball Tournoi masculin                       | Compétition hommes                            | Premier tour Groupe B              | Nigeria 87-96 Espagne |            |
| 19 h    |                       | Rugby à sept Tournoi masculin                      | Compétition hommes                            | Finale                             | Fidji 43-7 Grande-Bretagne |            |
| 19 h 30 |                       | Badminton Simple                                   | Compétition hommes                            | Tours préliminaires                | - | -          |
| 19 h 30 |                       | Badminton Simple                                   | Compétition femmes                            | Tours préliminaires                | - | -          |
| 19 h 30 |                       | Badminton Double                                   | Compétition hommes                            | Tours préliminaires                | - | -          |
| 19 h 30 |                       | Badminton Double                                   | Compétition femmes                            | Tours préliminaires                | - | -          |
| 19 h 30 |                       | Badminton Double mixte                             | Compétition mixte (hommes et femmes ensemble) | Tours préliminaires                | - | -          |
| 19 h 50 |                       | Handball Tournoi masculin                          | Compétition hommes                            | Tour préliminaire Poule B          | Slovénie 29-24 Suède |            |
| 20 h 30 |                       | Tennis de table Simple                             | Compétition hommes                            | Petite finale                      | Jun Mizutani 4-1 Vladimir Samsonov |            |
| 20 h 30 |                       | Tennis de table Simple                             | Compétition hommes                            | Finale                             | Ma Long 4-0 Zhang Jike |            |
| 20 h 30 |                       | Volley-ball Tournoi masculin                       | Compétition hommes                            | Tour préliminaire Groupe A         | Italie 3-0 Mexique |            |
| 21 h    |                       | Beach-volley Tournoi masculin                      | Compétition hommes                            | Repêchages (lucky loosers)         | - | -          |
| 21 h    |                       | Beach-volley Tournoi féminin                       | Compétition femmes                            | Repêchages (lucky loosers)         | - | -          |
| 21 h 50 |                       | Handball Tournoi masculin                          | Compétition hommes                            | Tour préliminaire Poule A          | France 31-24 Argentine |            |
| 22 h    |                       | Natation 50 m nage libre                           | Compétition hommes                            | Demi-finales                       | - | -          |
| 22 h    |                       | Natation 100 m papillon                            | Compétition hommes                            | Demi-finales                       | - | -          |
| 22 h    |                       | Natation 200 m dos                                 | Compétition femmes                            | Demi-finales                       | - | -          |
| 22 h    |                       | Natation 200 m dos                                 | Compétition hommes                            | Finale                             | Ryan Murphy · Mitchell Larkin · Evgeny Rylov |            |
| 22 h    |                       | Natation 200 m 4 nages                             | Compétition hommes                            | Finale                             | Michael Phelps · Kosuke Hagino · Wang Shun |            |
| 22 h    |                       | Natation 100 m nage libre                          | Compétition femmes                            | Finale                             | Simone Manuel et Penny Oleksiak · Sarah Sjöström |            |
| 22 h    |                       | Natation 200 m brasse                              | Compétition femmes                            | Finale                             | Rie Kaneto · Yulia Efimova · Shi Jinglin |            |
| 22 h 30 |                       | Basket-ball Tournoi masculin                       | Compétition hommes                            | Premier tour Groupe B              | Lituanie 81-73 Argentine |            |
| 22 h 35 |                       | Volley-ball Tournoi masculin                       | Compétition hommes                            | Tour préliminaire Groupe A         | Brésil 1-3 États-Unis |            |

## Tableau des médailles provisoire
- Pays organisateur (Brésil)

## Tableaux des médailles
| Rang  | Nation             | Or | Argent | Bronze | Total |
| ----- | ------------------ | -- | ------ | ------ | ----- |
| 1     | États-Unis         | 5  | 1      | 0      | 6     |
| 2     | Chine              | 1  | 3      | 3      | 7     |
| 3     | Grande-Bretagne    | 1  | 3      | 0      | 4     |
| 4     | Nouvelle-Zélande   | 1  | 2      | 0      | 3     |
| 5     | Japon              | 1  | 1      | 3      | 5     |
| 6     | Allemagne          | 1  | 1      | 0      | 2     |
| 7     | Corée du Sud       | 1  | 0      | 1      | 2     |
| 8     | Canada             | 1  | 0      | 0      | 1     |
| 8     | Croatie            | 1  | 0      | 0      | 1     |
| 8     | Espagne            | 1  | 0      | 0      | 1     |
| 8     | Fidji              | 1  | 0      | 0      | 1     |
| 8     | Pologne            | 1  | 0      | 0      | 1     |
| 8     | République tchèque | 1  | 0      | 0      | 1     |
| 8     | Roumanie           | 1  | 0      | 0      | 1     |
| 8     | Slovaquie          | 1  | 0      | 0      | 1     |
| 8     | Suisse             | 1  | 0      | 0      | 1     |
| 17    | France             | 0  | 1      | 4      | 5     |
| 18    | Russie             | 0  | 1      | 3      | 4     |
| 19    | Australie          | 0  | 1      | 1      | 2     |
| 19    | Lituanie           | 0  | 1      | 1      | 2     |
| 21    | Afrique du Sud     | 0  | 1      | 0      | 1     |
| 21    | Azerbaïdjan        | 0  | 1      | 0      | 1     |
| 21    | Danemark           | 0  | 1      | 0      | 1     |
| 24    | Brésil             | 0  | 0      | 1      | 1     |
| 24    | Italie             | 0  | 0      | 1      | 1     |
| 24    | Norvège            | 0  | 0      | 1      | 1     |
| 24    | Slovénie           | 0  | 0      | 1      | 1     |
| 24    | Suède              | 0  | 0      | 1      | 1     |
| Total | Total              | 20 | 18     | 21     | 59    |

| Rang  | Nation                           | Or | Argent | Bronze | Total |
| ----- | -------------------------------- | -- | ------ | ------ | ----- |
| 1     | États-Unis                       | 16 | 12     | 10     | 38    |
| 2     | Chine                            | 11 | 8      | 10     | 29    |
| 3     | Japon                            | 7  | 2      | 15     | 24    |
| 4     | Australie                        | 5  | 3      | 6      | 14    |
| 5     | Corée du Sud                     | 5  | 2      | 4      | 11    |
| 6     | Hongrie                          | 5  | 1      | 1      | 7     |
| 7     | Russie                           | 4  | 8      | 7      | 19    |
| 8     | Grande-Bretagne                  | 4  | 6      | 6      | 15    |
| 9     | Italie                           | 3  | 6      | 3      | 12    |
| 10    | France                           | 2  | 4      | 5      | 11    |
| 11    | Allemagne                        | 2  | 3      | 1      | 6     |
| 12    | Kazakhstan                       | 2  | 2      | 3      | 7     |
| 13    | Thaïlande                        | 2  | 1      | 1      | 4     |
| 14    | Espagne                          | 2  | 0      | 1      | 3     |
| 14    | Suisse                           | 2  | 0      | 1      | 3     |
| 16    | Croatie                          | 2  | 0      | 0      | 2     |
| 17    | Nouvelle-Zélande                 | 1  | 4      | 0      | 5     |
| 18    | Suède                            | 1  | 2      | 1      | 4     |
| 19    | Canada                           | 1  | 1      | 5      | 7     |
| 20    | Pays-Bas                         | 1  | 1      | 2      | 4     |
| 21    | Belgique                         | 1  | 1      | 1      | 3     |
| 21    | Brésil                           | 1  | 1      | 1      | 3     |
| 21    | Slovénie                         | 1  | 1      | 1      | 3     |
| 24    | Colombie                         | 1  | 1      | 0      | 2     |
| 24    | Slovaquie                        | 1  | 1      | 0      | 2     |
| 24    | Viêt Nam                         | 1  | 1      | 0      | 2     |
| 27    | Taipei chinois                   | 1  | 0      | 2      | 3     |
| 28    | Grèce                            | 1  | 0      | 1      | 2     |
| 28    | Pologne                          | 1  | 0      | 1      | 2     |
| 28    | République tchèque               | 1  | 0      | 1      | 2     |
| 31    | Argentine                        | 1  | 0      | 0      | 1     |
| 31    | Athlètes olympiques indépendants | 1  | 0      | 0      | 1     |
| 31    | Fidji                            | 1  | 0      | 0      | 1     |
| 31    | Kosovo                           | 1  | 0      | 0      | 1     |
| 31    | Roumanie                         | 1  | 0      | 0      | 1     |
| 36    | Afrique du Sud                   | 0  | 3      | 0      | 3     |
| 37    | Corée du Nord                    | 0  | 2      | 2      | 4     |
| 38    | Ukraine                          | 0  | 2      | 1      | 3     |
| 39    | Azerbaïdjan                      | 0  | 2      | 0      | 2     |
| 39    | Danemark                         | 0  | 2      | 0      | 2     |
| 39    | Indonésie                        | 0  | 2      | 0      | 2     |
| 42    | Géorgie                          | 0  | 1      | 1      | 2     |
| 42    | Lituanie                         | 0  | 1      | 1      | 2     |
| 44    | Malaisie                         | 0  | 1      | 0      | 1     |
| 44    | Mongolie                         | 0  | 1      | 0      | 1     |
| 44    | Philippines                      | 0  | 1      | 0      | 1     |
| 44    | Turquie                          | 0  | 1      | 0      | 1     |
| 48    | Égypte                           | 0  | 0      | 2      | 2     |
| 48    | Ouzbékistan                      | 0  | 0      | 2      | 2     |
| 50    | Émirats arabes unis              | 0  | 0      | 1      | 1     |
| 50    | Israël                           | 0  | 0      | 1      | 1     |
| 50    | Kirghizistan                     | 0  | 0      | 1      | 1     |
| 50    | Norvège                          | 0  | 0      | 1      | 1     |
| 50    | Portugal                         | 0  | 0      | 1      | 1     |
| 50    | Tunisie                          | 0  | 0      | 1      | 1     |
| Total | Total                            | 93 | 91     | 105    | 289   |